# Logi Geirsson
Logi Eldon Geirsson (10 ottobre 1982) è un ex pallamanista islandese.

## Palmarès

### Olimpiadi
- 1 medaglia:
  - 1 argento (Pechino 2008)

### Europei
- 1 medaglia:
  - 1 argento (Austria 2010)